# Litany
Pour les articles homonymes, voir Litany (album).
Litany est une œuvre pour chœur et orchestre symphonique du compositeur estonien Arvo Pärt composée en 1994.

## Historique
Litany est une œuvre commandée pour le 25e Oregon Bach Festival et qu'Arvo Pärt a dédié au chef d'orchestre Helmuth Rilling, cofondateur du festival et directeur artistique. Son écriture, dans le style tintinnabuli, est basée sur les Prières de saint Jean Chrysostome pour chaque heure du jour et de la nuit.

## Structure
Litany est une œuvre en un mouvement unique composée sur 24 prières horaires chantées en anglais et adressées à Dieu. L'œuvre est composée de deux parties, quoique assez identiques, avec une rupture de structure à partir du premier amen, les prières suivantes étant plus brèves et donc répétées
L'exécution de l'œuvre dure environ 23 minutes.

## Discographie sélective
- Litany par le Hilliard Ensemble, le Chœur de chambre philharmonique estonien et l'Orchestre de chambre de Tallinn dirigé par Tõnu Kaljuste chez ECM, 1996.